# Jacques Louis Battmann
Jacques-Louis Battmann (Masevaux, Alsàcia, 25 d'agost de 1818 - Dijon, 7 de juliol de 1886), fou un organista i compositor francès.
El 1840 era organista a Belfort i després a Vésoul, publicà un Tractat d'harmonia, dedicat a l'acompanyament del cant gregorià, i diverses composicions per a orgue.